# استرهولز-شارمبرک
شهر استرهولز-شارمبرک (به آلمانی: Osterholz-Scharmbeck) در ایالت نیدرزاکسن در کشور آلمان واقع شده‌است.